# Ramona Kapheim
Ramona Kapheim, née Jahnke, est une rameuse d'aviron est-allemande née le 8 janvier 1958 à Strasburg (RDA).
Elle est vice-championne du monde en quatre avec barreur aux championnats du monde d'aviron 1979.
Aux Jeux olympiques de 1980 à Moscou, elle est sacrée championne olympique en quatre avec barreur avec Kirsten Wenzel, Silvia Fröhlich, Romy Saalfeld et Angelika Noack.